# Villaespasa

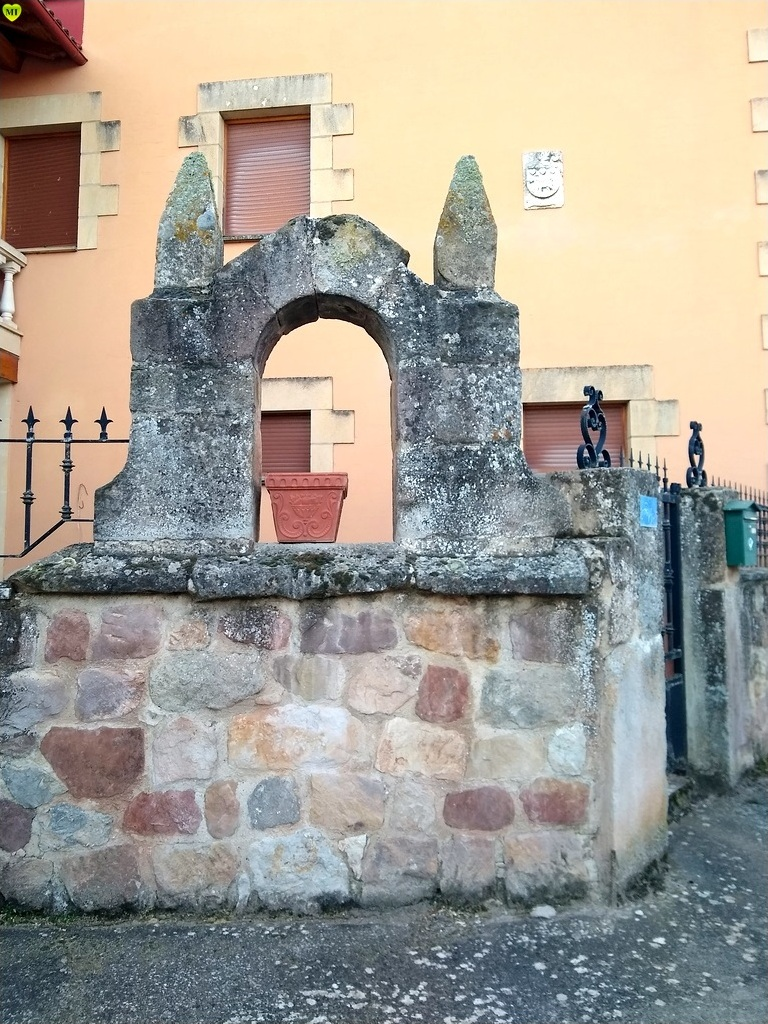
Restos de una ermita en el centro del pueblo

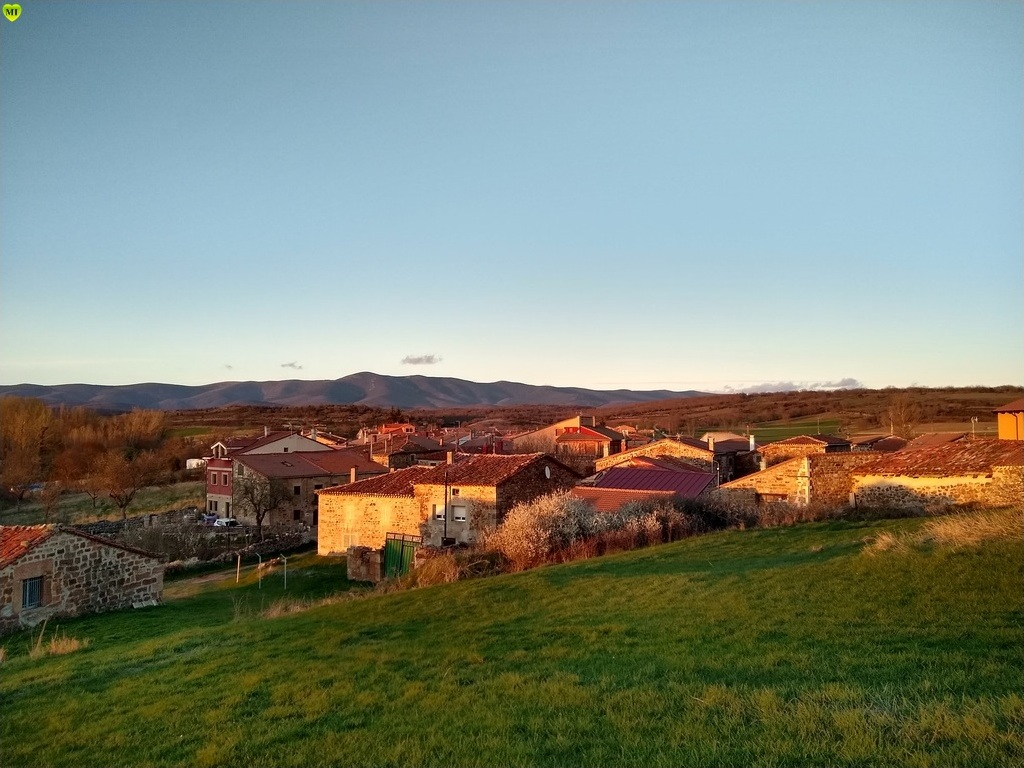
Vista desde la iglesia de Santa Eulalia

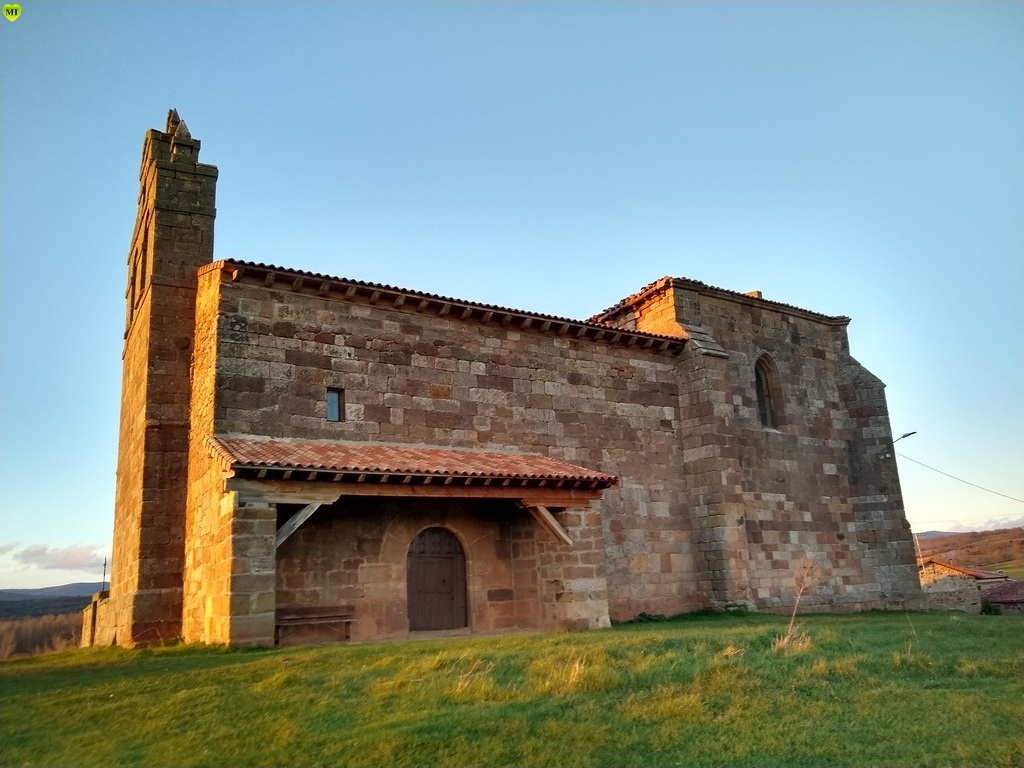
Vista lateral de la iglesia de Santa Eulalia

Villaespasa es una localidad y un municipio situados en la provincia de Burgos, comunidad autónoma de Castilla y León (España), comarca de La Demanda, partido judicial de Salas de los Infantes, cabecera del ayuntamiento de su nombre.

## Geografía
Su término municipal comprende también la localidad de Rupelo, en la sierra de la Demanda, con centro en Salas de los Infantes.

## Demografía
Villaespasa cuenta con una población de 22 habitantes (INE 2024).
| Gráfica de evolución demográfica de Villaespasa entre 1842 y 2021 |
| |
| Población de derecho según los censos de población del INE. Población de hecho según los censos de población del INE.Entre el censo de 1857 y el anterior, crece el término del municipio porque incorpora a Rupelo. |

## Historia
El 15 de junio de 1089 el monasterio de San Pedro de Arlanza concedió un fuero a la localidad.

## Fiestas
Encontramos dos fiestas en Villasespasa:
-Primer domingo de julio: fiesta de Valpeñoso. 
-22 de agosto: fiesta de Santa Eulalia.

## Patrimonio
Destacan la iglesia parroquial de Santa Eulalia y la ermita de Valpeñoso, los cuales son un templo formados por una nave de planta basilical con muros de piedra de sillería. Además, encontramos otra ermita en el casco antiguo, la cual se encuentra en ruinas y de la que se piensa que fue construida en el siglo XVII o comienzos del siglo XVIII.